# Miquel Pascual
Miquel Pascual y Tintorer  (San Feliú de Llobregat, Barcelona, 1849 - Barcelona, 1916) fue un arquitecto español perteneciente al modernismo catalán.

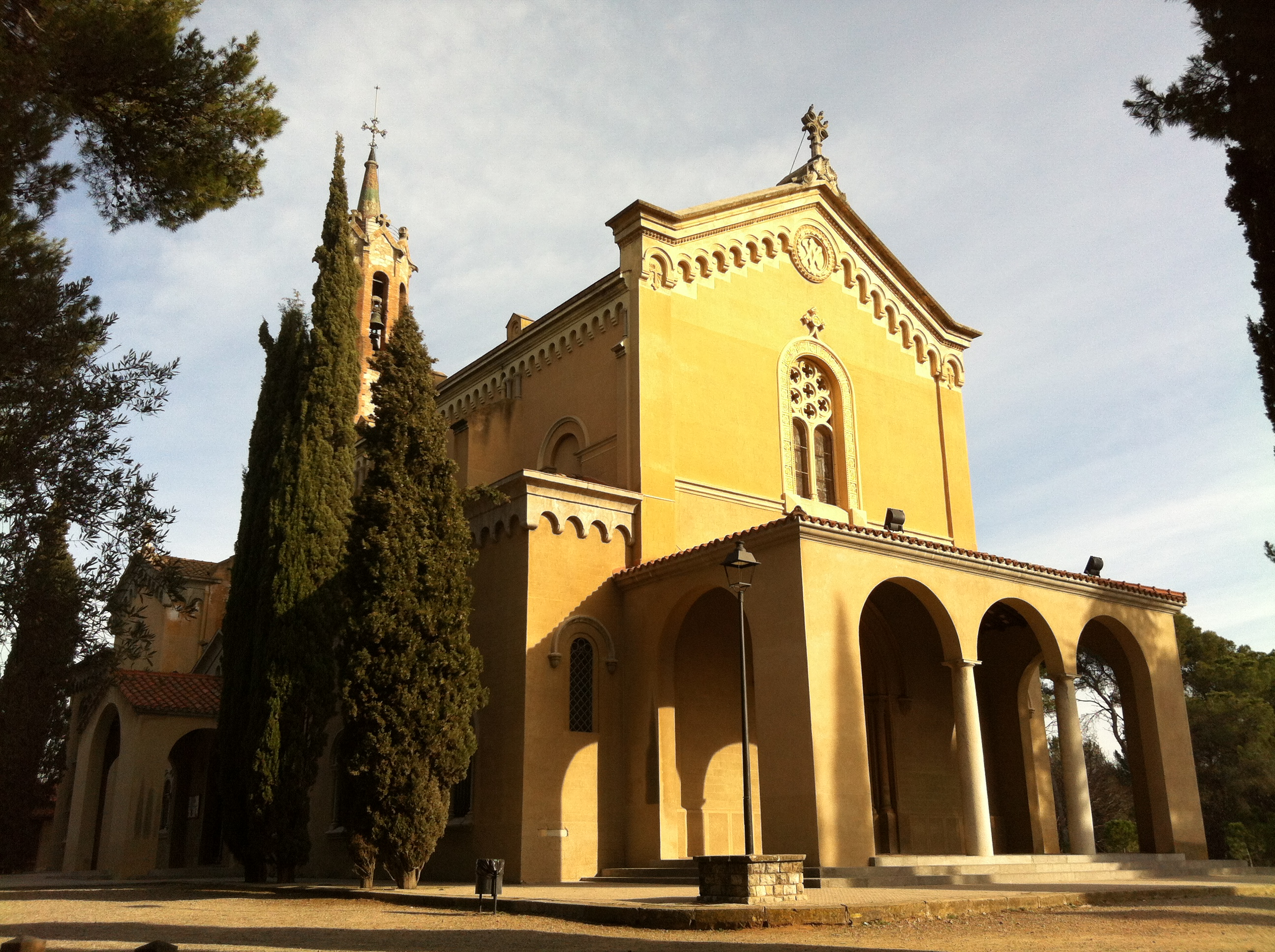
Santuario de la Virgen de la Salud, Sabadell.

## Biografía
Fue arquitecto municipal en distintas localidades de la provincia de Barcelona: San Feliú de Llobregat, Vich, Sabadell, la villa de Gracia y Barcelona. Estudió en Madrid y Barcelona y obtuvo el título de arquitectura en 1878.
Entre sus obras destacan el Santuario de la Mare de Déu de la Salut (1882) y la Iglesia de la Purísima Concepción (1885) en Sabadell, el Panteón Mulleras de Sant Gervasi (1889) y la Iglesia Mayor de Santa Coloma de Gramanet (1915).
Como arquitecto municipal de la villa de Gracia firmó varios proyectos del arquitecto Francesc Berenguer y el maestro de obras Antonio Barba ya que Berenguer no consiguió el título oficial y no podía firmar. Entre estos edificios destacan el Real Santuario de San José de la Montaña, el Ayuntamiento de Gracia y el Mercado de la Libertad.